# St. Anton (Ruprechtice)

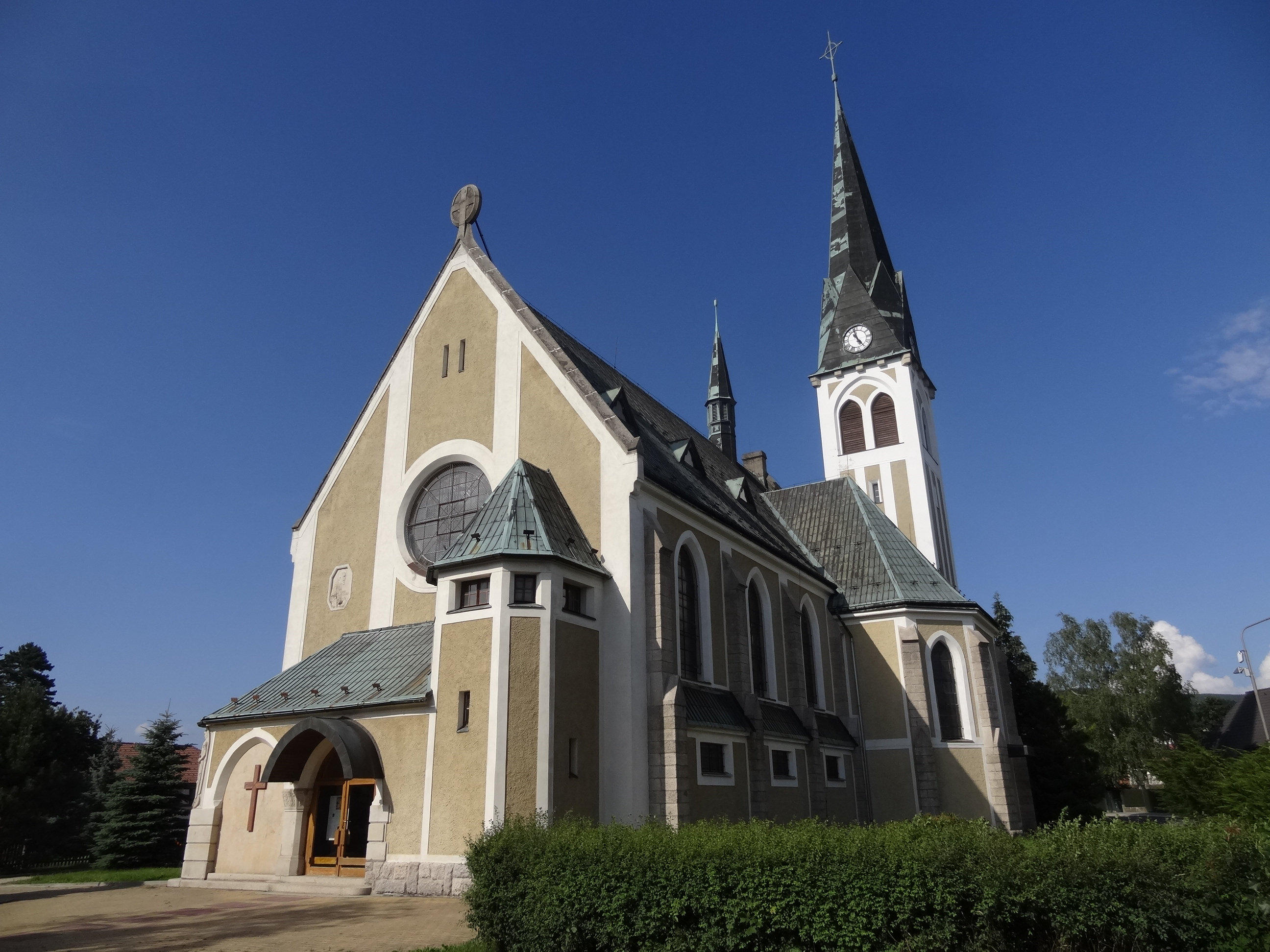
Antoniuskirche in Ruprechtice

Die Antoniuskirche in Ruprechtice (deutsch Ruppertsdorf) in Liberec (deutsch: Reichenberg) in Tschechien ist eine Anfang des 20. Jahrhunderts erbaute Kirche. Sie trägt das Patrozinium Antonius von Padua. Die Grundsteinlegung erfolgte im Jahr 1909, der Baumeister A. Bürger gestaltete die Kirche nach einem Entwurf der Architekten Max Kühn und Heinrich Fanta. Der Kirchturm hat eine Höhe von 47 Metern. Die Kirche ist nicht zu verwechseln mit der zu Ehren  Antonius des Großen  geweihte Antoniuskirche, die sich auch in Liberec befindet.
Die Kirche im nördlichen Reichenberger Stadtteil Ruppertsdorf wird von den Straßen Markova und Vrchlického umgeben.

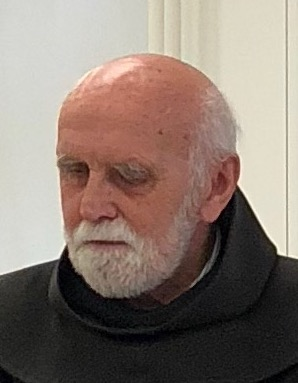
Pater Antonín Pavel Kejdana

Am 3. Januar 2022 verlieh die Stadt Reichenberg dem Franziskaner Antonín Pavel Kejdana (* 3. Januar 1932; † 8. Dezember 2020) zu seinem 90. Geburtstag in der Antoniuskirche, um deren Instandhaltung er sich verdient gemacht hatte, posthum die Ehrenbürgerschaft.